# جیسون موریس
جیسون موریس (انگلیسی: Jason Morris؛ زادهٔ ۳ فوریه ۱۹۶۷) جودوکار اهل ایالات متحده آمریکا بود.
او در مسابقات کشوری و بین‌المللی در مجموع برندهٔ ۱ مدال نقره، ۱ مدال برنز شده‌است.